# فاکوفن
فاکوفن (به آلمانی: Pfakofen) یک شهر در آلمان است که در بایرن واقع شده‌است.

## خصوصیات
فاکوفن ۱۵٫۲۹ کیلومترمربع مساحت دارد ۳۶۳ متر بالاتر از سطح دریا واقع شده‌است.